# ميشيل بوردن
ميشيل بوردن هو صحفي ونقابي وسياسي كندي، ولد في 19 سبتمبر 1943 في مونتريال في كندا، وتوفي في 29 نوفمبر 2004 في سان شارل بورومي في كندا. نشط حزبياً في الحزب الكيبيكي. وقد انتخب عضو الجمعية الوطنية في كيبك ‏.